# 阴地银莲花
阴地银莲花（学名：Anemone umbrosa）是毛茛科银莲花属的植物。分布于远东地区、朝鲜以及中国大陆的吉林、辽宁等地，生长于海拔200米至500米的地区，一般生于低山阴坡草地或林下阴处，目前尚未由人工引种栽培。